# ایتون‌رپیدز (میشیگان)
ایتون‌رپیدز، میشیگان (به انگلیسی: Eaton Rapids, Michigan) یک شهر در ایالات متحده آمریکا با جمعیت ۵٬۲۱۴ نفر است که در میشیگان واقع شده‌است.

## موقعیت جغرافیایی
موقعیت جغرافیایی شهرها و مناطق اطراف به شرح زیر است: